# コチョウラン属
コチョウラン属（Phalaenopsis）は、熱帯域に分布するラン科植物の一群で、幅広い葉を折り重なるように着ける。洋ランとして広く栽培されるが、それには属間交配種が混じっている。この項ではその両方について述べる。

## 概説
コチョウラン属は単軸性の着生植物で、分厚い数枚の葉を茎につけ、長い花茎を伸ばして、そこに丸っこい花を多数つけるものがよく知られる。和名のコチョウランは P. aphrodite に与えられており、この花が蝶に似る事に由来する。学名の方は phalaia（蛾）と opsis（似る）を合成したもので、この種によく似たファレノプシス・アマビリス P. amabilis の花が蛾に似ることに由来する。英名は Moth orchid と、やはり蛾のランである。これらの種に見られるのが一般的なコチョウランのイメージであり、これらの種そのものも、それらに由来する交配品も多く栽培されている。しかし、この属には一見ではこれらとはかなり異なる姿のものもある。また、それらにも栽培されている種は数多い。洋ランとしての略称はPhal.である。
また、この属に近縁なドリティス属との交配品はドリテノプシス属とされるが、実際にはそれらもコチョウランの名の下に流通しており、特に標記されていない限り、区別は困難な状況にある。従ってこの項では分類学上の群としてのコチョウラン属について記し、洋ランの一群の総称としてのコチョウランについても別にまとめる。

## 特徴

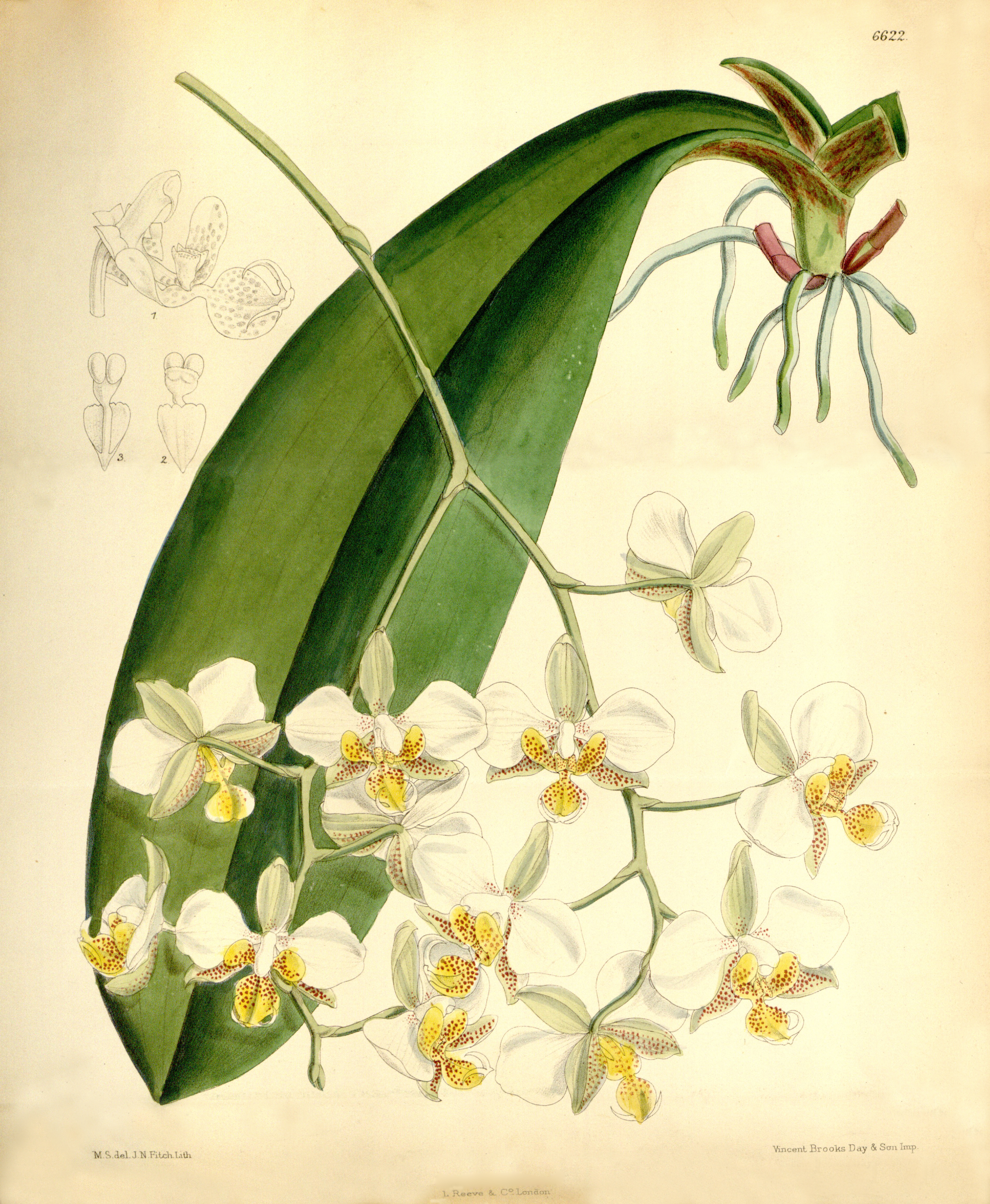
P. stuartiana（図版）

多年生の着生植物。単茎性のランであり、いわゆる偽球茎は持たない。茎は短く、数枚の葉を折り重なるようにつける。茎の下部からは多数の太い根を出し、野外ではそれによって樹皮に付着する。根の表面には海綿状の根皮がよく発達する。
葉は二列性で、扁平で中央で二つ折りになり、楕円形、茎の上でごく密接して生じ、折り重なるようになる。葉はせいぜい数枚のものが多い。年を越えて維持されるものが多いが、落葉性のものもあり、花時に一時的に無葉となるものもある。全体に緑のものが多いが、斑のはいるものもある。
花は葉腋から出るが、茎は葉鞘に覆われるので、普通はこれを突き破って出る。花茎には数輪から十数輪の花を穂のように（総状）につけるが、花茎に分枝を出す場合もある。花は下から上に咲いてゆくが、全体がほぼ同時に咲くものもあれば、下から一つずつ、時間をかけて咲いてゆくものもある。いずれにせよ、花期は長い。
花は五弁が大きく開き、唇弁は比較的小さい。唇弁は基部で三裂し、側裂片は小さく立ち、中裂片は突き出してやや広くなる。また唇弁の基部に突起があり、距はない。ずい柱は短く、花粉塊は二個。
花の外形としては側花弁が萼片より幅広く、全体に丸っこい花形となり、唇弁先端が左右にまき鬚となるファレノプシス系と、側花弁が萼片とさほど変わらないため見かけが星形になるスタウログロッチス系とに分けられ、前者では長い花茎に多数の花をつけてまとめて咲くが、後者では少数ずつ開花する。
なお、P. violacea等いくつかの種では、花粉媒介がすんだ後に花弁に葉緑体を生じて緑色になり、光合成をおこなって、普通の花弁のように早期に落下しないことが知られている。

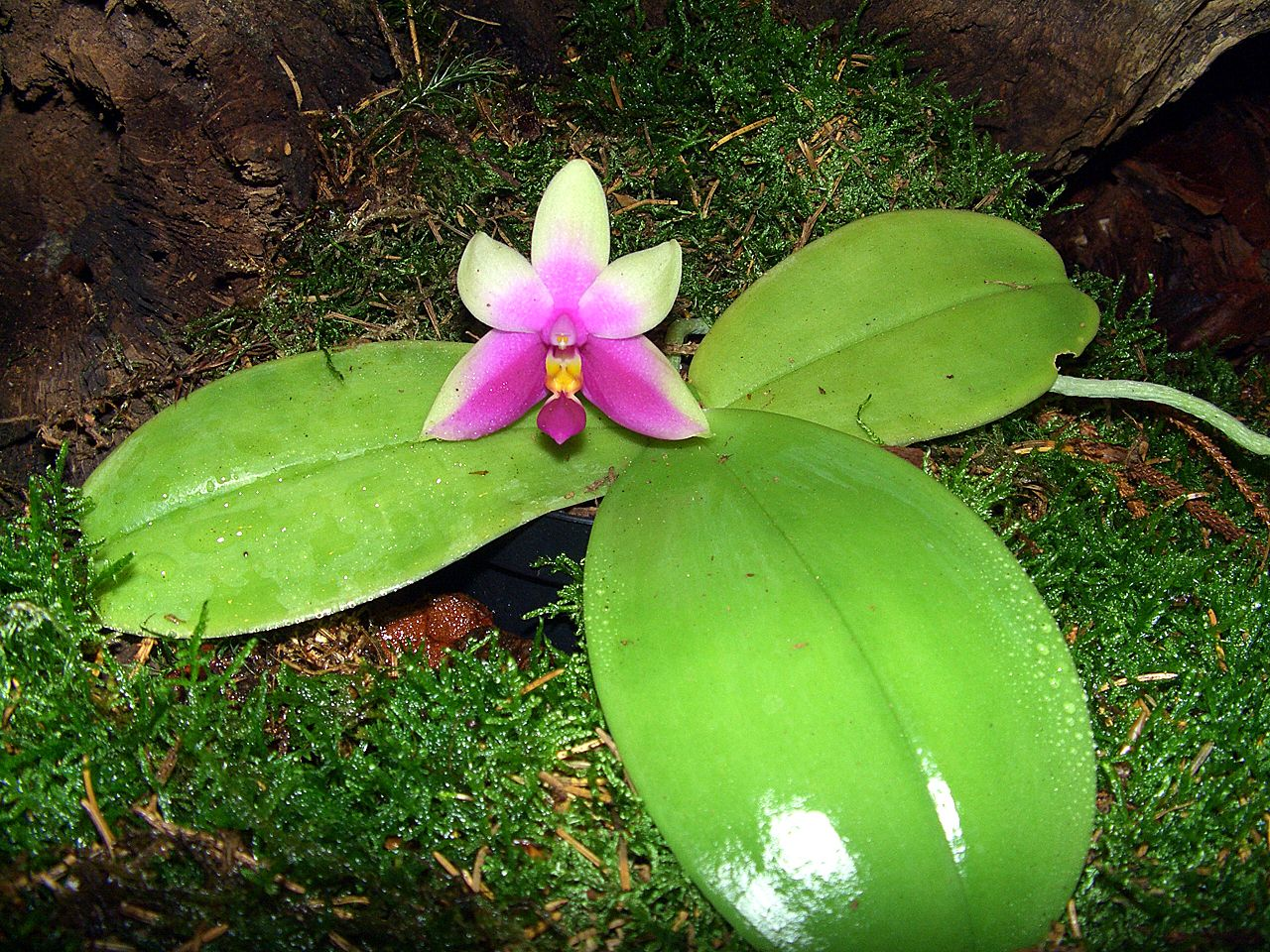
P. bellina 茎が伸びず、少しずつ開花する。
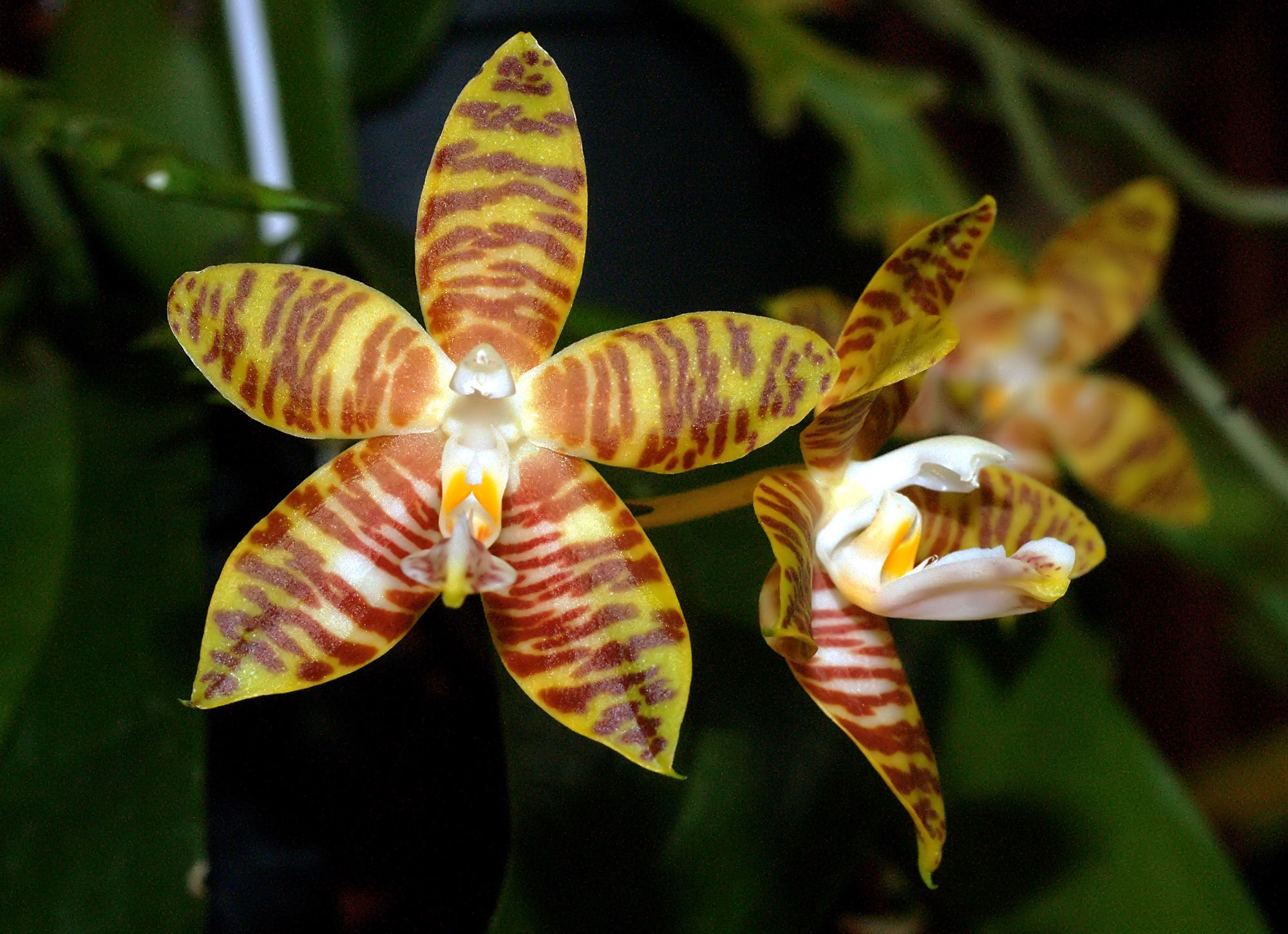
P. amboinensis
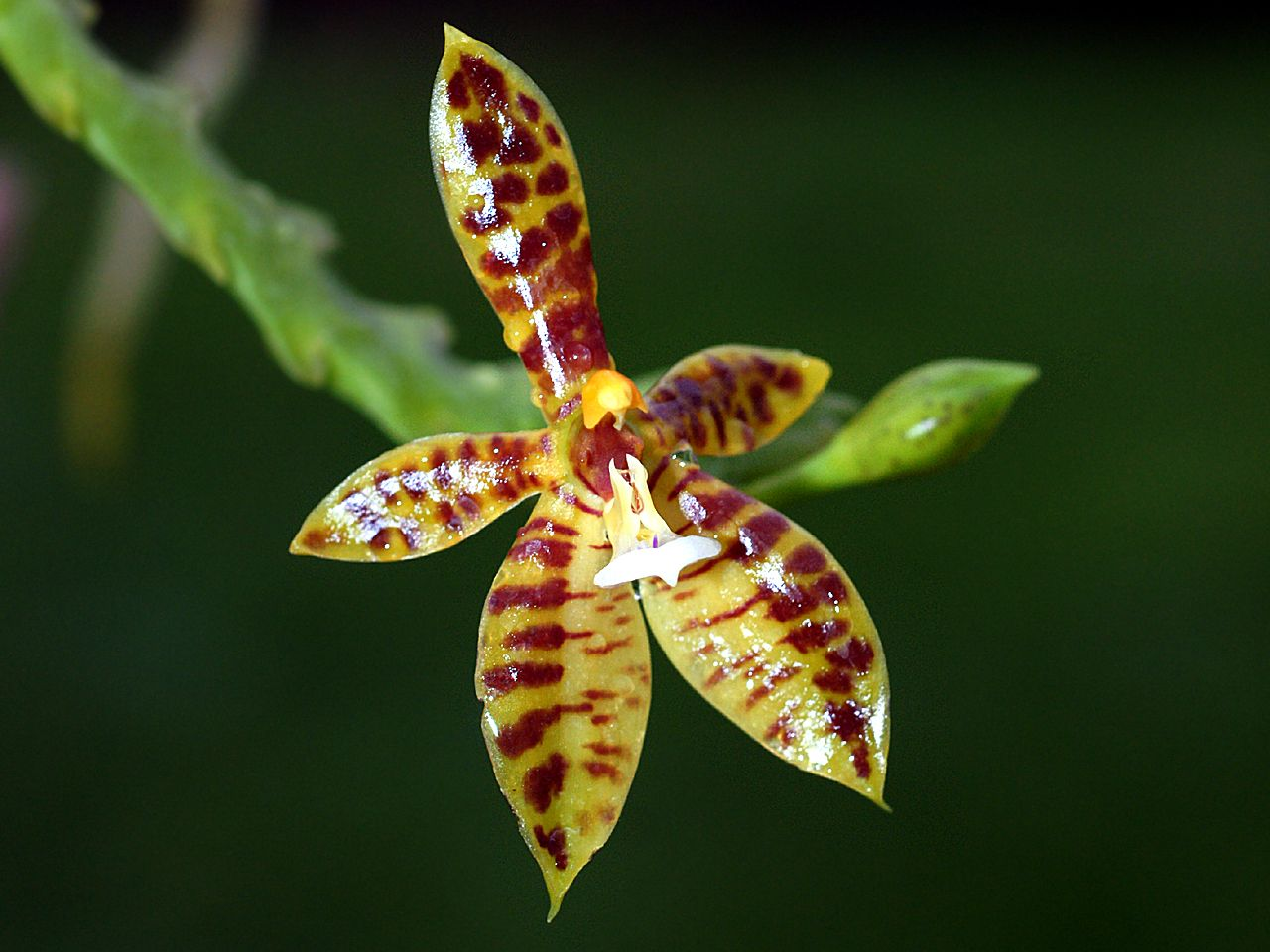
P. cornu-cervi 花は少数ずつ開花・花茎が扁平

## 分布と生育環境
東南アジアを中心にインド、オーストラリア北部、フィリピン、台湾、中国南部に分布する。樹上に着生するが、岩の上に生育する例もある。

## 利用
園芸用に栽培される例が多い。いわゆるコチョウラン、あるいはファレノプシスの名で流通しているものはアマビリスなどを中心とする交配品種であり、栽培用としてより、むしろ贈答用として用いられる。また、これらには近縁属であるドリティスの血の混じったものが多く、厳密にはドリテノプシス属となるが、ほとんど区別されていない。これらについては下記の総称の項で扱う。
それ以外の種でも栽培されているものは数多い。それらは趣味家の間でのみ流通している状態である。

## 分類
50種ほどの種が知られ、自然交雑も知られる。交配品の数は非常に多く、名称不詳で流通するものも数多い。それについても以下の総称の項で述べる。

## 原種
- Phalaenopsis amabilis (Moon Orchid; Malaysia to Papuasia) 
  - Phalaenopsis amabilis subsp. amabilis (Malaysia to Papuasia).
  - Phalaenopsis amabilis subsp. moluccana (NE. Borneo to Maluku).
  - Phalaenopsis amabilis subsp. rimestadiana (N. & NE. Queensland).
  - Phalaenopsis amabilis subsp. rosenstromii (New Guinea).
- Phalaenopsis amboinensis (Sulawesi to Maluku).
  - Phalaenopsis amboinensis var. amboinensis (Sulawesi to Maluku).
  - Phalaenopsis amboinensis var. flavida (Sulawesi)
- Phalaenopsis aphrodite (SE. Taiwan to Philippines).：コチョウラン
  - Phalaenopsis aphrodite subsp. aphrodite (Philippines).
  - Phalaenopsis aphrodite subsp. formosana (SE. Taiwan).
- Phalaenopsis appendiculata (Pen. Malaysia).
- Phalaenopsis bastianii (Philippines - Sulu Arch.).
- Phalaenopsis bellina (Borneo).
- Phalaenopsis borneensis (Borneo).
- Phalaenopsis braceana (E. Himalaya to China - Yunnan).
- Phalaenopsis buyssoniana (Indo-China).
- Phalaenopsis celebensis (Sulawesi).
- Phalaenopsis chibae (Vietnam).
- Phalaenopsis cochlearis (Pen. Malaysia to Borneo).
- Phalaenopsis corningiana (Red Moon Orchid; Borneo - Sarawak).
- Phalaenopsis cornu-cervi (Indo-China to W. Malesia and Philippines).
- Phalaenopsis deliciosa (Indian Subcontinent to Malesia).
  - Phalaenopsis deliciosa subsp. deliciosa (Indian Subcontinent to Malaysia). Hemicr. or cham.
  - Phalaenopsis deliciosa subsp. hookeriana (E. Himalaya to SC. China). Hemicr. or cham.
- Phalaenopsis doweryënsis (Borneo  - Sabah).
- Phalaenopsis equestris (Taiwan (Hsiao Lan Yü) to Philippines).
- Phalaenopsis fasciata (Philippines).
- Phalaenopsis fimbriata (W. Malaysia).
- Phalaenopsis floresensis (Lesser Sunda Is.).
- Phalaenopsis fuscata (Vietnam to W. & C. Malaysia)
- Phalaenopsis gibbosa (Vietnam).
- Phalaenopsis gigantea (Borneo).
- Phalaenopsis hainanensis (Hainan, China - Yunnan).
- Phalaenopsis hieroglyphica"" (Philippines).
- Phalaenopsis honghenensis (China - Yunnan).
- Phalaenopsis javanica (W. Java).
- Phalaenopsis kunstleri (Myanmar to Pen. Malaysia).
- Phalaenopsis lamelligera (N. Borneo).
- Phalaenopsis lindenii (Philippines).：リンデニー
- Phalaenopsis lobbii (E. Himalaya to Myanmar).
- Phalaenopsis lowii (Myanmar to W. Thailand).
- Phalaenopsis lueddemanniana (Philippines).
- Phalaenopsis luteola (NW. Borneo).
- Phalaenopsis maculata (Pen. Malaysia, Borneo).
- Phalaenopsis malipoensis Z.J.Liu & S.C.Chen (Yunnan, China South-Central)
- Phalaenopsis mannii (E. Nepal to China - S. Yunnan).
- Phalaenopsis mariae (Borneo to Philippines).
- Phalaenopsis mastersii (Assam to Myanmar).
- Phalaenopsis micholitzii (the Philippines - Mindanao).
- Phalaenopsis modesta (Borneo)
- Phalaenopsis mysorensis (S. India).
- Phalaenopsis pallens (Philippines).
- Phalaenopsis pantherina (Borneo).
- Phalaenopsis parishii (E. Himalaya to Myanmar, Vietnam).
- Phalaenopsis petelotii (Vietnam)
- Phalaenopsis philippinensis (Philippines - Luzon).
- Phalaenopsis pulcherrima (Hainan to W. Malaysia).
- Phalaenopsis pulchra (Philippines).
- Phalaenopsis regnieriana (Thailand).
- Phalaenopsis reichenbachiana (Philippines - Mindanao).
- Phalaenopsis robinsonii (Maluku -Ambon).
- Phalaenopsis sanderiana (Philippines).
- Phalaenopsis schilleriana (Philippines).：シレリアナ
- Phalaenopsis speciosa (Andaman Is., Nicobar Is).
- Phalaenopsis stobartiana (SE. Tibet to SC. China to W. Guangxi) (unplaced name)
- Phalaenopsis stuartiana (Philippines).
- Phalaenopsis sumatrana (S. Sumatra).
- Phalaenopsis taenialis (Himalaya to SC. China)
- Phalaenopsis tetraspsis (Andaman Is., Nicobar Is., NW. Sumatra).
- Phalaenopsis venosa (Sulawesi).
- Phalaenopsis violacea (Pen. Malaysia to Sumatra).).
- Phalaenopsis viridis (Sumatra).
- Phalaenopsis wilsonii (SE. Tibet to SC. China to W. Guangxi).
- Phalaenopsis zebrina (Indo-China to W. Malesia).

### 自然交雑種
- Phalaenopsis × amphitrita (P. sanderiana × P. stuartiana; Philippines).
- Phalaenopsis × gersenii (P. sumatrana × P. violacea; Borneo, Sumatra).
- Phalaenopsis × intermedia (P. aphrodite × P. equestris; Star of Leyte; Philippines).
- Phalaenopsis × leucorrhoda (P. aphrodite × P. schilleriana; Philippines).
- Phalaenopsis × singuliflora (P. bellina × P. sumatrana; Borneo).
- Phalaenopsis × veitchiana (P. equestris × P. schilleriana; Philippines).

## 総称として

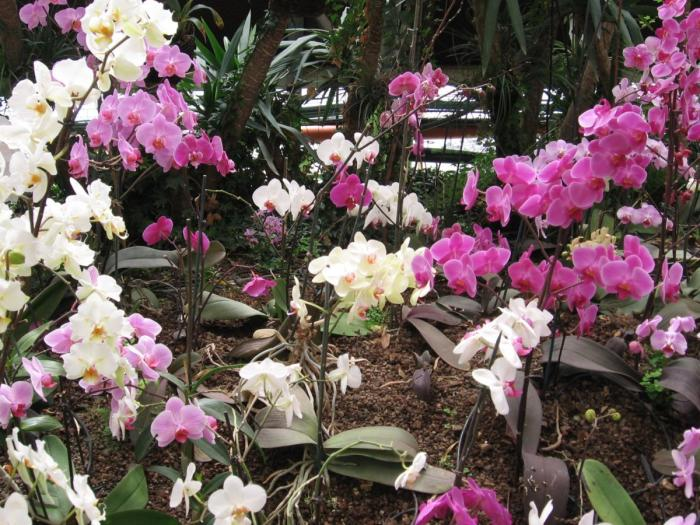
様々なコチョウラン

コチョウランないしファレノプシスの名は、園芸分野で流通しているが、上記のようにそれはコチョウラン属の総称とは若干異なるものである。
一般にコチョウランと言えば、数枚の葉を二列に重ね、そこから長い花茎を上に伸ばし、先端はやや垂れ、その茎沿いに丸っこい花を十数輪もつけるものである。これは原種ではアマビリスやコチョウランのイメージに近く、実際にこの二種は非常に多くの交配親として使われてきた。これら二種は白い花であるため、現在でもコチョウランと言えば白い花が主流である。だが、他の種や、特に近縁のドリティス・プルケリマとの交配などにより、様々な花色のものが作られている。これは厳密にはドリテノプシス属となるが、区別されていないことが多い。ただ、実際にどれだけの交配品種があるかについては実体が不明な面もある。
栽培に高温の温室が必要であるために、かつてはこの類の栽培は難しいとされ、また単茎性であるだけに繁殖も困難であり、高価なものであった。だが栽培や繁殖の技術革新により、広く栽培されるようになり、日本では1990年代の後半にシンビディウムの生産量を超え、現在ではランで最も多く販売されている状況である。
コチョウランの鑑賞上の価値の高さとしては、以下のようなものがあげられる。
- 優美かつ豪華な姿。
- 花持ちのよさ。鉢植えだと二か月くらい楽しめる。
- 花茎が長いため切り花に向く。
- 花が終わっても、株の状態がよければ花茎の途中から新たに花茎を伸ばして花をつける。

なお、ランの魅力の一つに香りがあげられることがあるが、ここで言うコチョウランには香りはほとんど無い。コチョウラン属にはビオラセアなど香りの強いものもあるが、ここにあげるコチョウランにはそのような特徴はほとんど与えられていない。

### タイプ分け

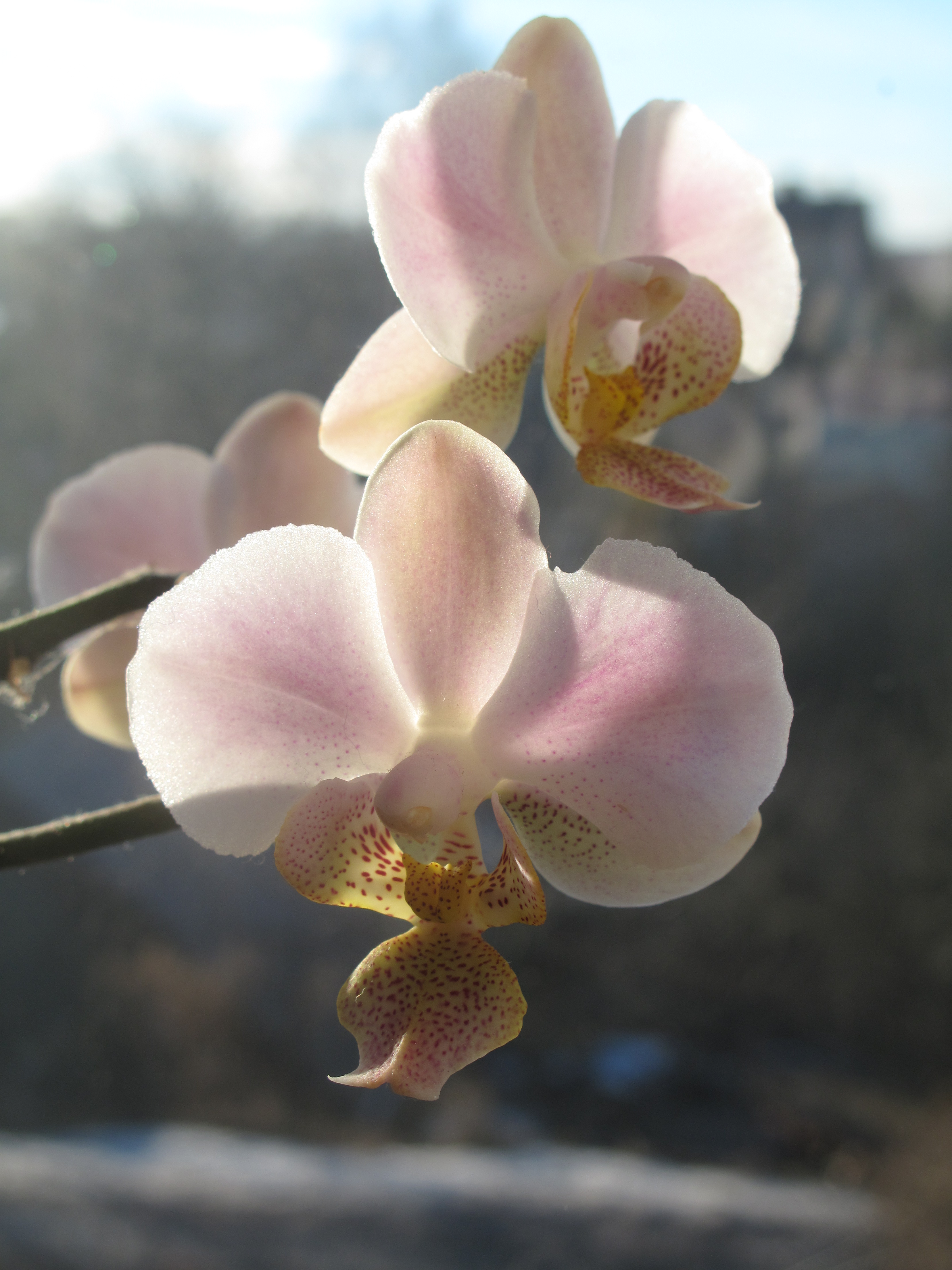
コチョウラン交配種 白花系
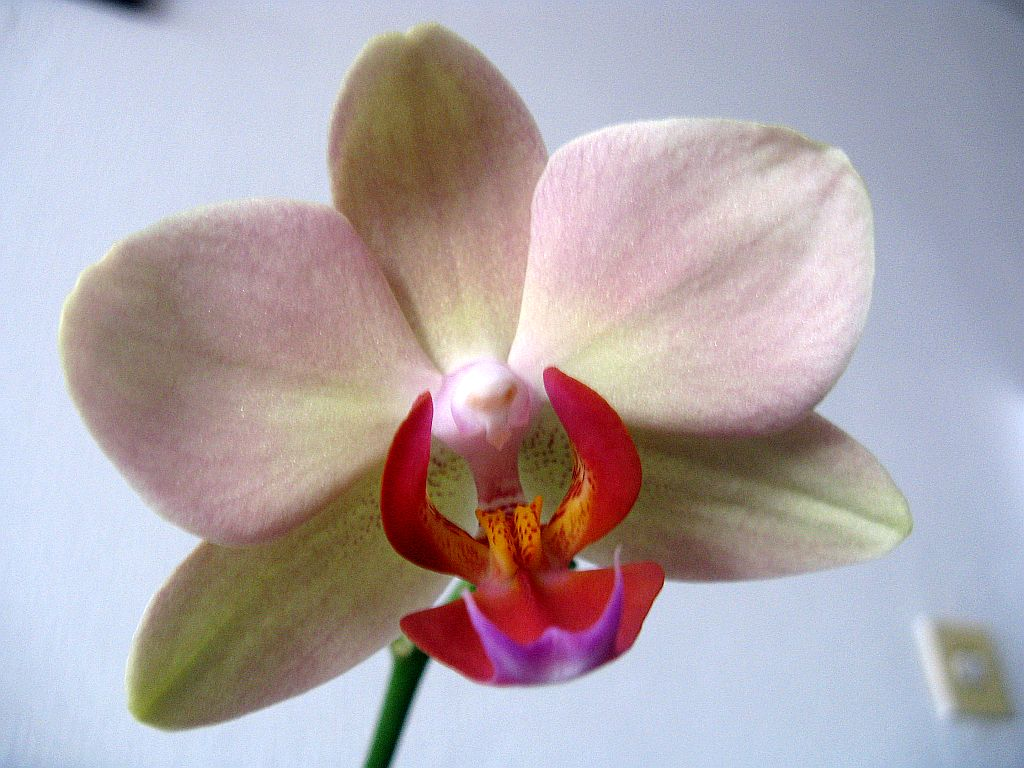
コチョウラン交配種 セミアルバ系
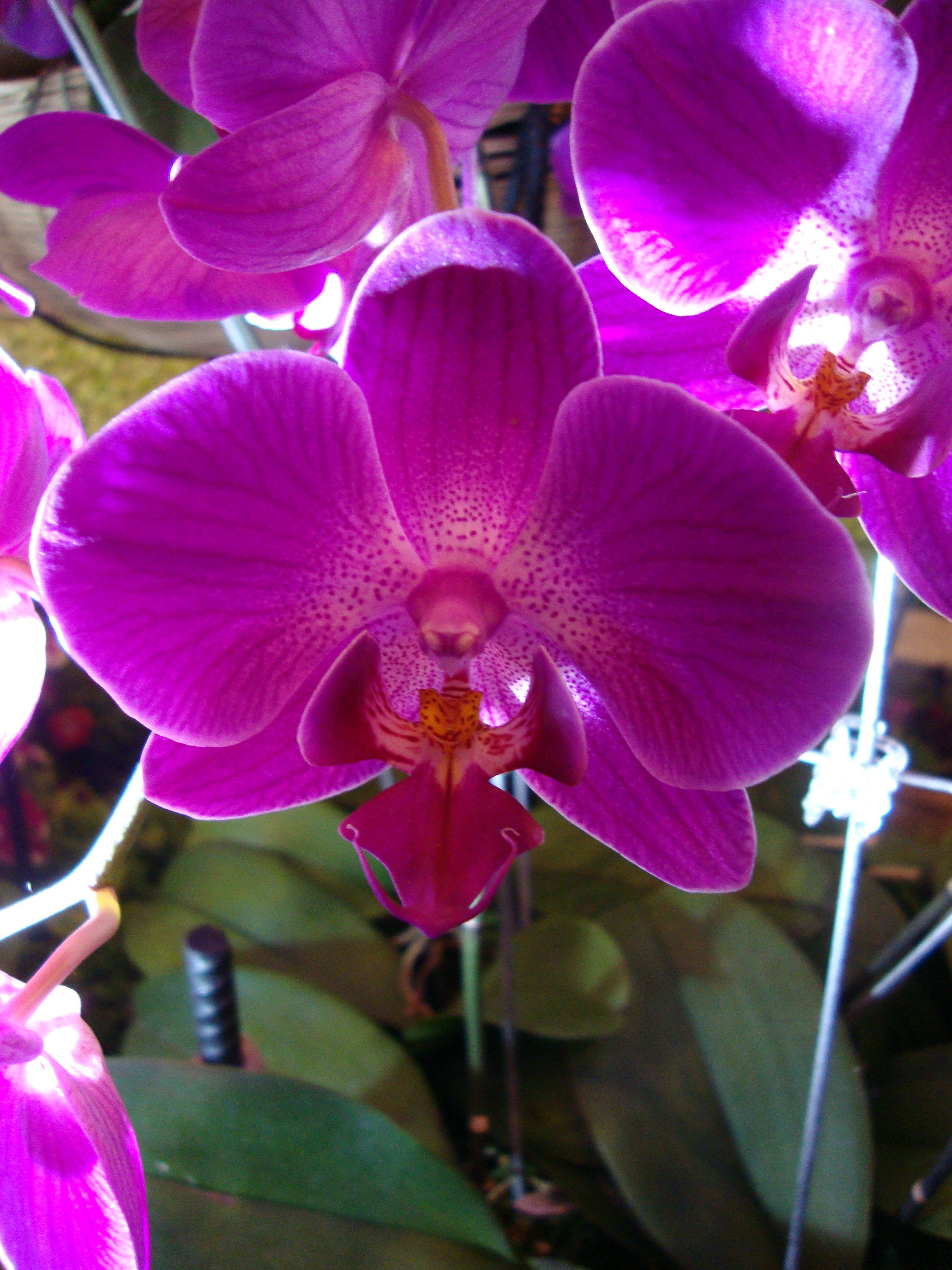
コチョウラン交配種 ピンク花系
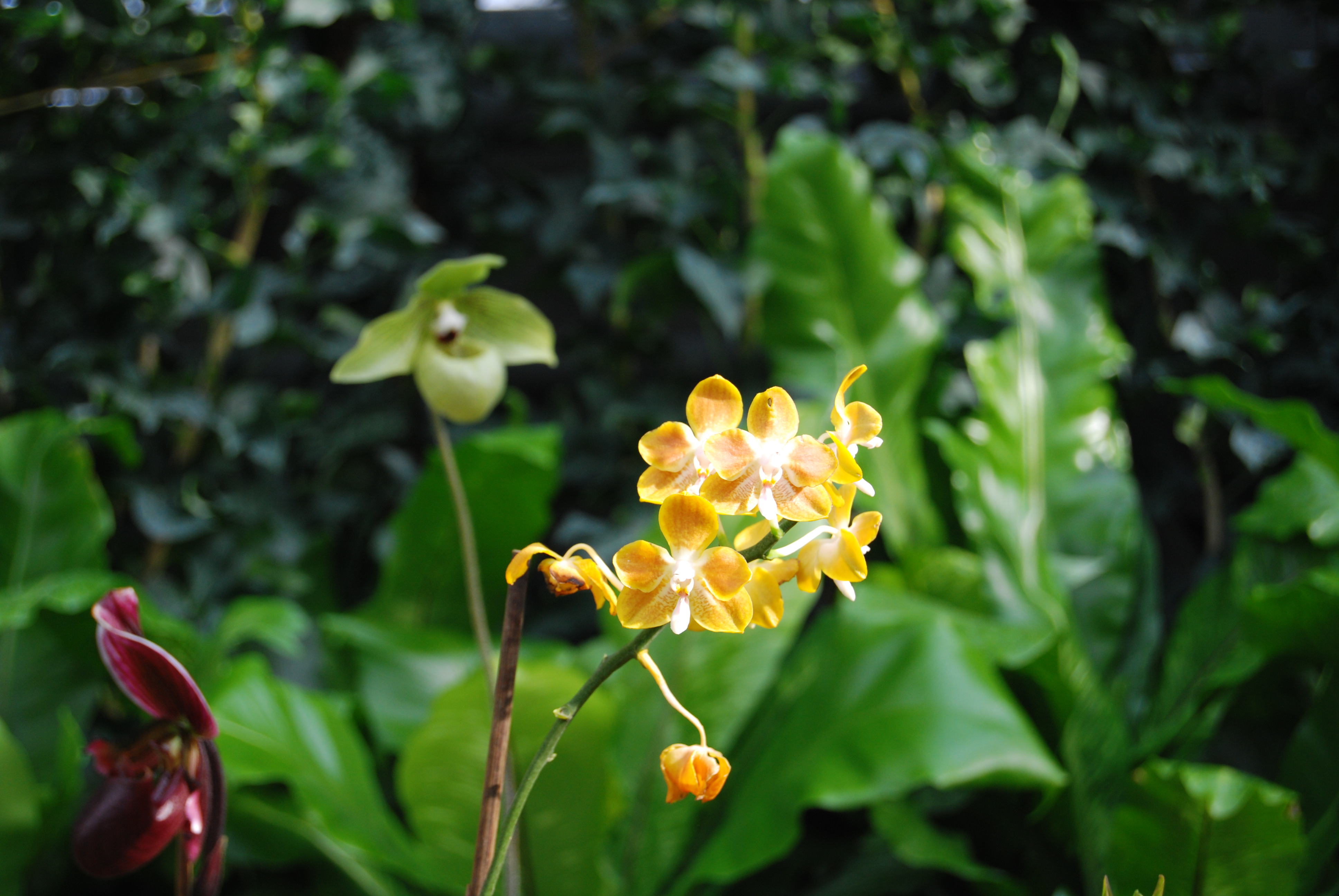
コチョウラン交配種 黄花系
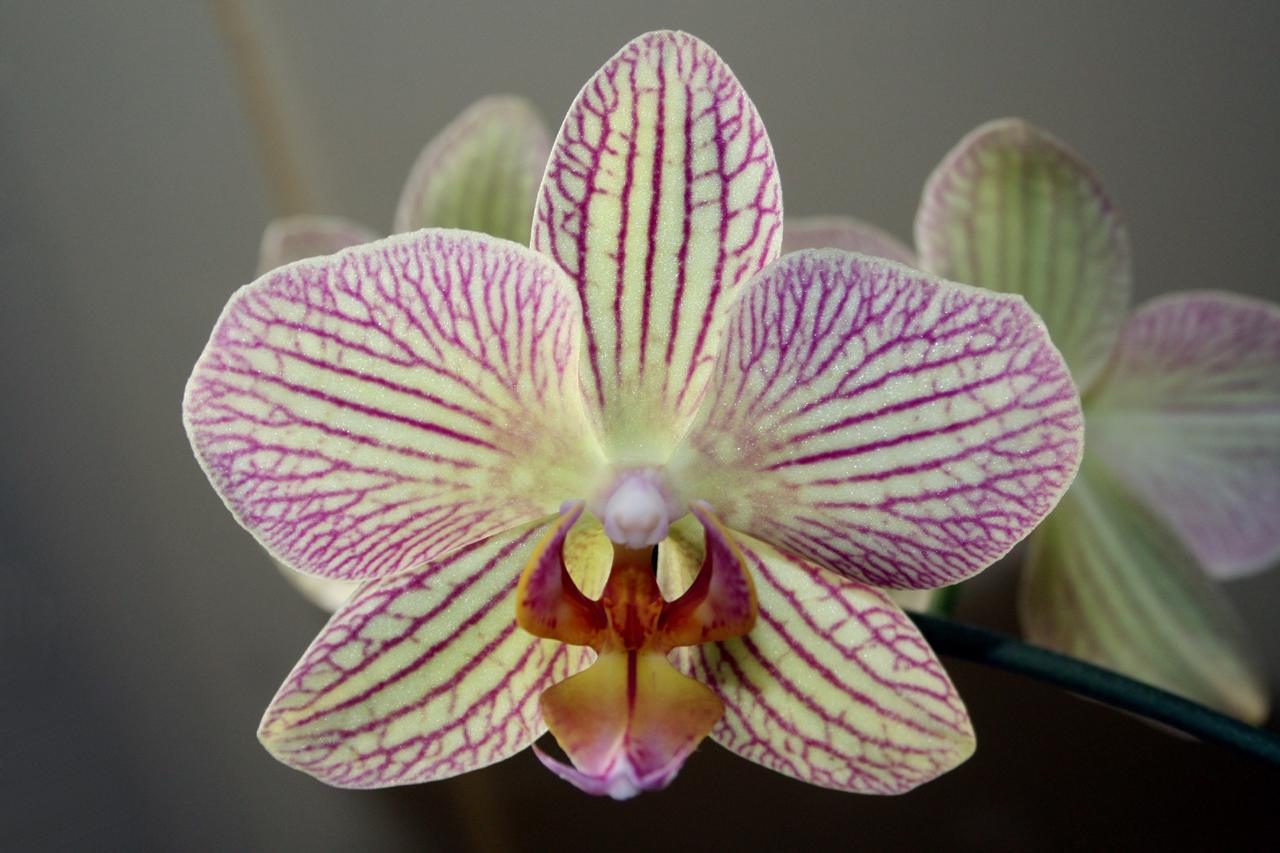
コチョウラン交配種 筋花
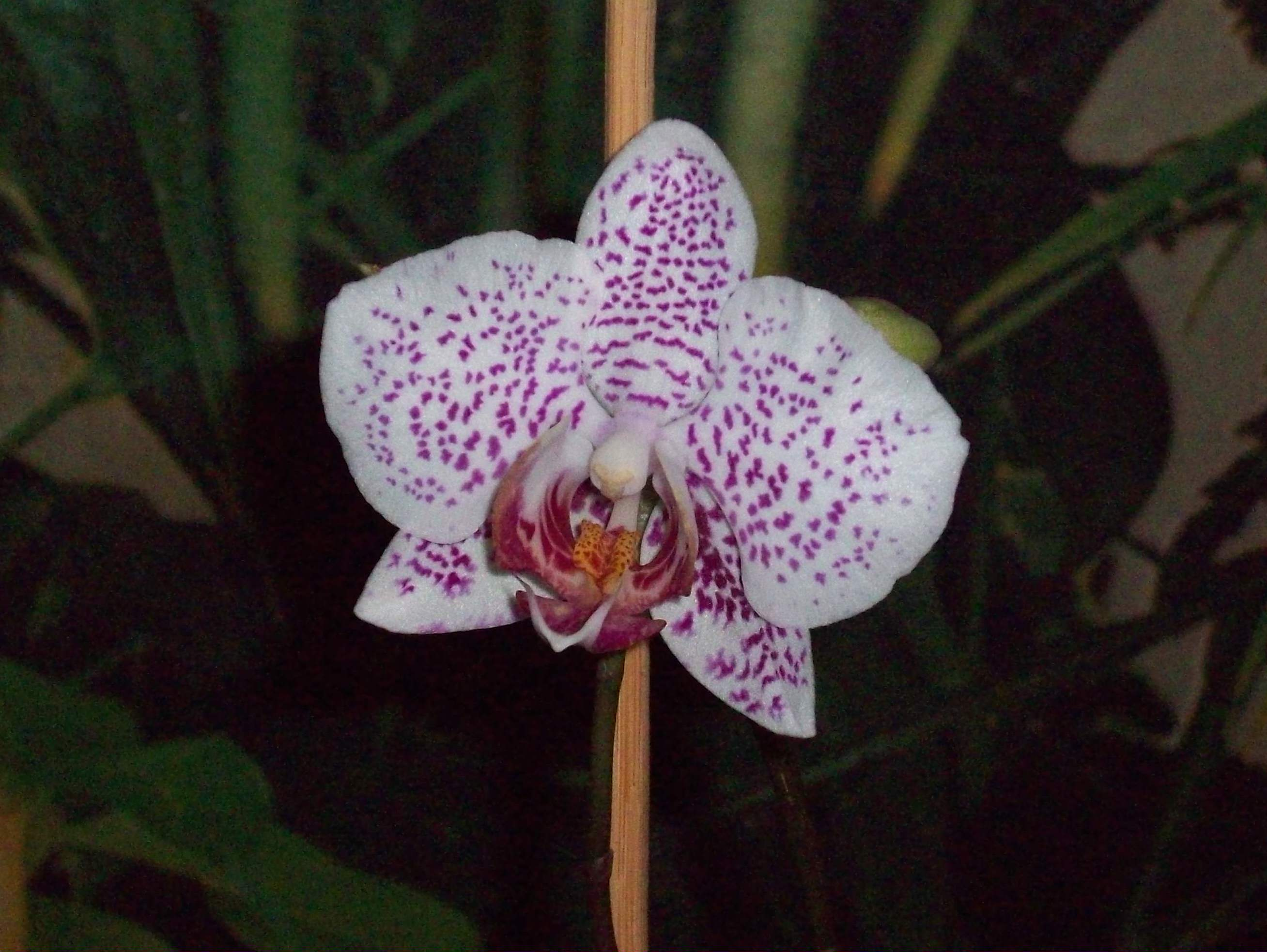
コチョウラン交配種 点花

現在この名で流通しているものには、大きく分けると以下のようなものがある。なお、花色としては白・赤紫・黄色系は多いが、青系統の色のものはごく少ない。
- 白花系

花が全体に白いもの。もっとも人気が高い。これらはまさにアマビリスやアフロディテのイメージを継ぐもので、ただし原種の花が径7cm程度であるのに対して、大きいものでは15cmと約2倍もの大きさのものが作出されている。
- セミアルバ系

白い花で、唇弁のみ赤などの色が乗るもの。多くはドリテノプシス属である。
- ピンク花系

赤やピンク系の花。多くはドリテノプシス。
- 黄花系

黄色系の花色の原種には花の小さいものが多く、交配品はそれらと白花大輪のものを交配したものが多い。
- 筋花

たとえば白地の花弁に赤などの筋や網目のような模様が入るもの。
- 点花

同じく、花弁に点斑紋が入るもの。
- ミニ系

小柄で小輪花を多数つけるもの。ドリティス・プルケリマやエクエストリスなどが交配親に使われる。
- 原種

原種のままに広く流通しているものもある。アマビリスなどがその代表。ドリティス・プルケリマもミニ胡蝶蘭として取り上げられることもある。
- コチョウラン交配種
白花系
- コチョウラン交配種
セミアルバ系
- コチョウラン交配種
ピンク花系
- コチョウラン交配種
黄花系
- コチョウラン交配種
筋花
- コチョウラン交配種
点花

#### 品種の問題

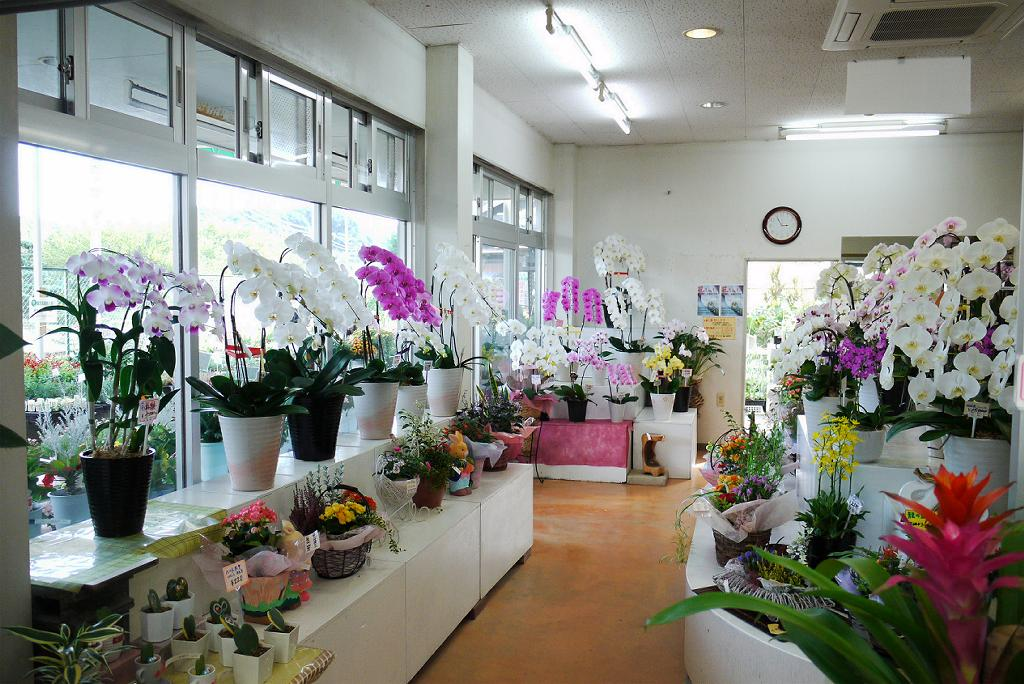
花屋の贈答品コーナー
ほとんどがコチョウラン、右端にデンファレ

コチョウランでは品種名が表示されないままに流通する例が多い。これには幾つかの理由がある。もちろん品種の登録そのものは行われており、きわめて多くの品種がある。それらは洋ラン一般のルールに則って命名、登録されている。
しかし、コチョウランの場合、流通のほとんどが贈答用であり、その大部分は使い捨てに消費される。そのような場合、品種名にこだわる客はほとんどいないわけである。従って、販売の様子にしても白花大輪とかミディ系赤花とか、色と大きさだけが示されて売買されてしまう。
もう一つの問題は、繁殖の方法にある。洋ランの普及には、繁殖法の進歩が大きく貢献しており、それは主としてメリクロン法と無菌幡種の二つである。ところが、コチョウランではメリクロン苗が普及しておらず、繁殖には実生苗に依存している。当然ながらそれによって得られたものは既成の品種名が当てづらくなる。それに上記のようなラベルを大事にしない市場があることで、品種名のないままのものが多量に流通しているのである。

### 栽培
いわゆる高温性のランであり、耐寒性はない。そのためかつては一般家庭での栽培は困難だったが、現在のような高気密高断熱の家では十分に維持可能で、特に北海道など防寒がしっかりしているのでそれ以南の家より扱いやすいとも言われる。また、温度さえ維持できれば、花芽分化などの条件が難しくないため、むしろシンビディウムやノビル系デンドロビウムより簡単に開花させられるとも言う。
基本的には熱帯雨林の着生植物なので、年中高温であれば生育を続ける。普通、27℃以上では活発に成長が起きるが、この温度では花芽が分化しない。花芽の分化は18℃程度の低温を経験させることが必要になる。それ以下では15℃で何とか成長できるが、通常は最低でもその程度の温度を保たねば冬越しは難しい。強く乾燥させて休眠状態にすれば10℃では何とか越冬可能だが、10℃以下になると急速に衰える。もっとも種によってはもう少し耐寒性のあるものもあり、アマビリスなどは8℃程度でも越冬が可能である。
このため、日本の一般家庭で栽培する場合、夏期に成長させ、秋の温度低下時に花芽が分化する。温室など十分な保温が見込める場合には冬季にも花芽が伸びるので冬から初春に開花、それほど温度が保てない場合は冬には花芽の伸長が止まり、暖かくなってあらためて花芽が伸びるので、春に開花を迎える。
他方、専門的な業者などの場合、たとえば30℃程度の高温の温室と夜間の最低温度を18℃に保てる低温の温室を用意し、高温で十分に育てたものを、低温の方に一か月ほど置くと、約四か月後に開花が見られる。このような方法で、現在では周年に渡って開花株が流通している。
なお、単茎性のために、通常の栽培下では繁殖ははかばかしくない。大株になると脇芽が出るが、時間がかかる。まれに花茎の途中から新芽が出ることがあり、これを高芽と言って、繁殖に利用できる。

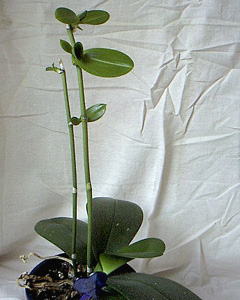
花茎から芽が出た状態